# Тинник узкошейный
Тинник узкошейный (лат. Elaphrus angusticollis) — вид жуков-жужелиц из подсемейства тинников. Номинативный подвид распространён в Аляске и Канаде, подвид E. a. longicollis распространён в Восточной Европе и России. Длина тела имаго 6,5—7,5 мм. Тело светло-бронзовое. Бёдра, кроме оснований, зелёные.